# اولگا واسیلیوا (بازیکن فوتبال)
اولگا واسیلیوا (انگلیسی: Olga Vasilyeva؛ زادهٔ ۱۳ مارس ۱۹۷۴) بازیکن فوتبال اهل اتحاد جماهیر شوروی سوسیالیستی است.
وی همچنین در تیم ملی فوتبال Azerbaijan بازی کرده‌است.